# Прапор Галле (Бельгія)
Прапор Галле був офіційно затверджений муніципальною радою 25 квітня 1991 року як муніципальний прапор муніципалітету Галле в провінції Фламандський Брабант. 1 жовтня 1991 року він був підтверджений урядом Фландрії та остаточно опублікований 4 січня 1995 року в офіційному бельгійському державному віснику.

Офіційно прапор описується так: 
Поділяється косою на білу і синю.
Кольори прапора походять від першої та четвертої чвертей міського герба.

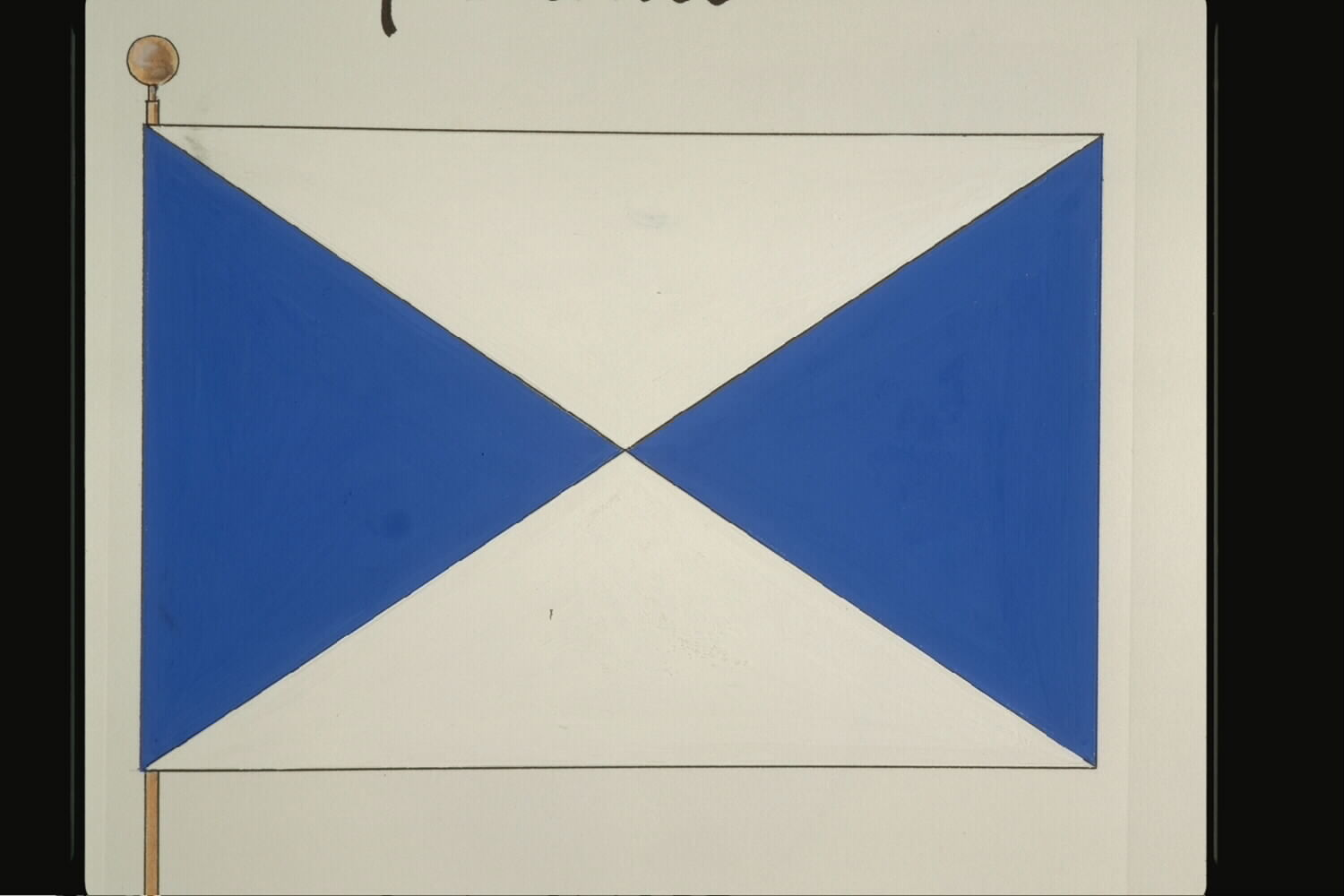
Офіційний малюнок прапора
Герб Галле